# Râul Valea Șaului
Râul Valea Șaului este un curs de apă, afluent al râului Dâmbovița. 